# Arboretum de Viikki
El Arboretum de Viikki (en finés : Viikin Arboretum o también Viikin Puulajipuisto), es un arboreto de 20 hectáreas de extensión en Viikki, que está administrado por la Universidad de Helsinki.

## Localización
El "arboretum de Viikki" se encuentra junto al campus de la Universidad de Helsinki sección de Viikki, el Gardenia-Helsinki y junto al humedal, área de reserva de naturaleza de la "bahía de Vanhankaupunginlahti".
Al arboreto se puede llegar:
- Autobuses números 57, 68, 79 y 550 o por el
- Automóvil, vía la autopista de Lahti, el camino de Kehä I (camino de circunvalación) o de Itäväylä.

Viikin Puulajipuisto, Viikki, Helsinki, Suomi-Finlandia.60°14′0″N 25°1′0″E / 60.23333, 25.01667

## Historia
El arboretum de Viikki, fue creado en 1969 junto al humedal, de la "bahía de Vanhankaupunginlahti" con la intención de preservar toda esta zona de gran valor ecológico, además de que sirviera de campo experimental y de estudio para el aledaño Campus de Viikki.

## Colecciones
Alberga unas 400 especies de árboles y arbustos procedentes de las regiones templadas de todo el mundo.
Algunas de las especies :
Quercus alba, Pinus strobus, Amelanchier laevis, Pinus banksiana, Pseudotsuga menziesii, Malus fusca, Picea omorika, Rhamnus frangula, Fraxinus excelsior, Forsythia ovata, Larix gmelinii, Alnus mandshurica, Lonicera ruprechtiana, Prunus padus, Spiraea betulifolia, Prunus sargentii, Betula ermanii, Betula costata, Abies veitchii, Vitis amurensis, Betula platyphylla, Abies koreana, Prunus maackii, Picea koraiensis, Sorbus commixta, Acer barbinerve, Malus domestica, Syringa tigerstedtii, Larix sibirica, Lonicera caerulea, Lonicera orientalis, Picea abies, Syringa josikaea, Pinus peuce, Alnus viridis ssp. viridis, Sorbus aria, Larix decidua, Prunus mahaleb, Euonymus verrucosus, Juniperus communis, Salix caprea, Magnolia kobus, Alnus glutinosa, Thujopsis dolabrata, Betula pendula var. carelica, Betula pendula f. crispa, Pterocarya rhoifolia, Salix fragilis, Juglans nigra, Populus generosa, Salix sibirica, Populus x canadensis 'Androscoccini', Populus x canadensis 'Geneva', Crataegus sanguinea, Crataegus monogyna, Crataegus grayana, Acer tataricum, Juniperus virginiana.

## Alrededores
- Vanhankaupunginlahti, humedal de reconocida importancia internacional.
- Gardenia-Helsinki, invernadero con colecciones de plantas tropicales.
- Arboretum de Viikki que está administrado por la universidad de Helsinki.
- Universidad de Helsinki, Campus de Viikki.
- Museo de Agricultura de Viikki
- Museo de Tecnología de Viikki
- Museo de las Centrales Energéticas
- Helsinki Business Park

## Vistas del arboreto

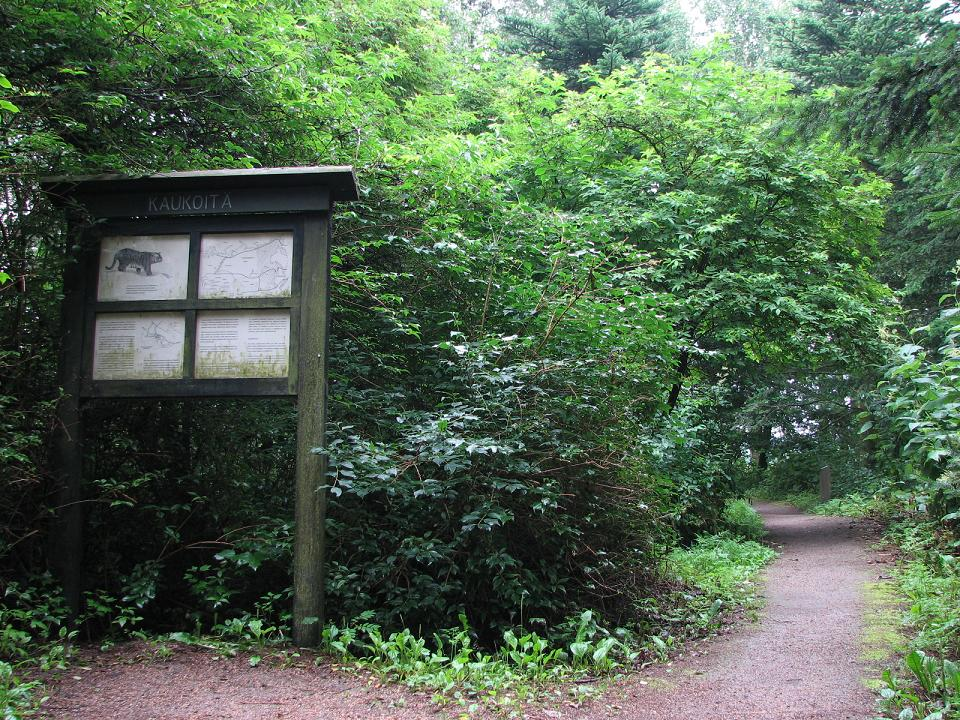
Panel informativo del arboreto de Viikki
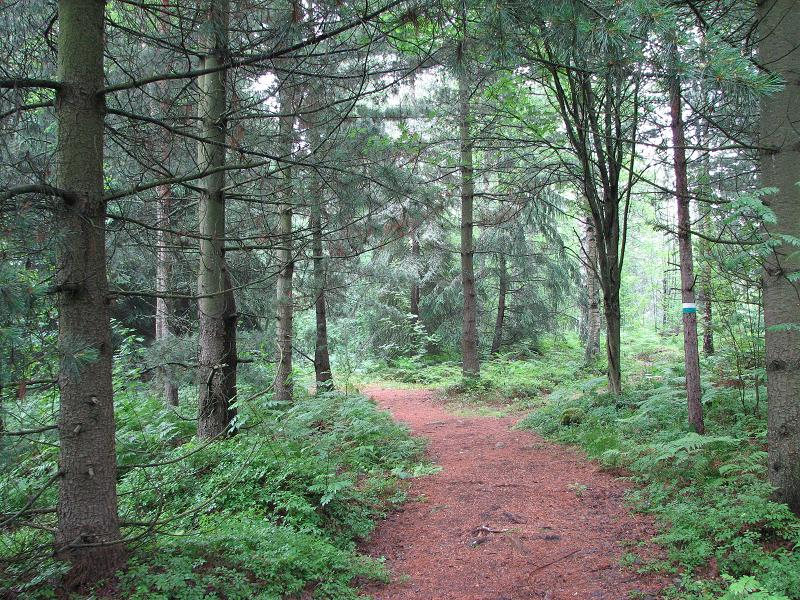
Sendero de las coníferas
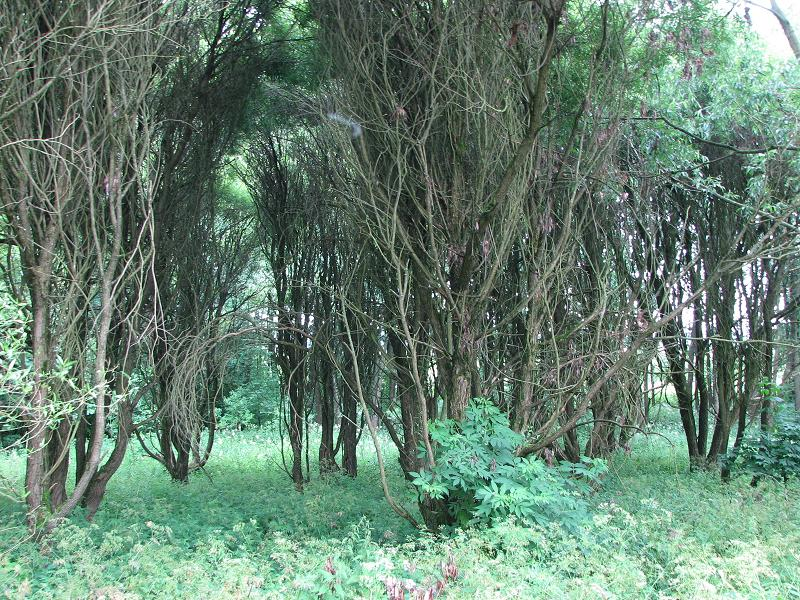
Arboreto de Viikki
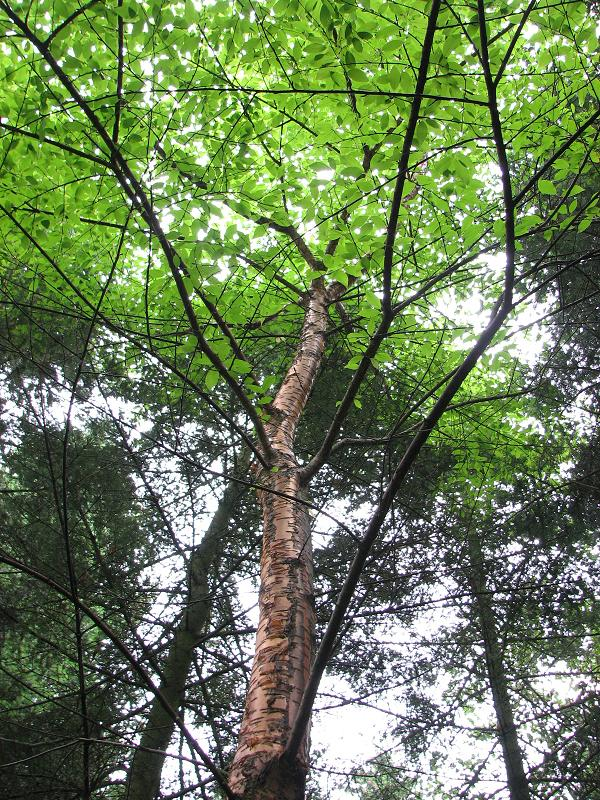